# Hanne Andersen (socialdemokratisk politiker, født 1939)
 For alternative betydninger, se Hanne Andersen. (Se også artikler, som begynder med Hanne Andersen)
Hanne Andersen (født 2. april 1939 i København, død 3. marts 2024 ) var en dansk politiker, der var medlem af Folketinget for Socialdemokraterne i Gladsaxekredsen (Københavns Amtskreds) i 1984−1987 og igen 1988−2001.
Hanne Andersen var uddannet kontorassistent og arbejdede som sådan i Holme-Tranbjerg Kommune ved Århus 1960−1962, ved Gladsaxe Kommune 1962−1964 og i Dansk Kommunal Arbejderforbunds juridisk-politiske sekretariat 1981−1984 og igen fra 1988.
Hun blev politisk aktiv i 1972, da hun blev bestyrelsesmedlem i Socialdemokratiet i Buddinge. I 1980 blev hun formand for partiet i Gladsaxekredsen og sad først frem til 1984 og igen 1988−1989. I 1982 blev hun valgt til Københavns Amtsråd og sad her frem til 1984. I 1983 blev hun opstillet til Folketinget og blev valgt ved folketingsvalget året efter. Hun var MF'er fra 10. januar 1984−7. september 1987 og igen 10. maj 1988−20. november 2001.
Sideløbende med den politiske karriere havde hun en lang række tillidsposter; bl.a. som tillidsmand for de HK-ansatte i Dansk Kommunal Arbejderforbund 1981−1984, bestyrelsesmedlem i plejecentret Plejebo i København fra 1988 og formand i 1995. Fra 1993 var hun medlem af repræsentantskabet for Statens Kunstfond og fra 1995 tillige af Artes repræsentantskab.
Hun er begravet på Gladsaxe Kirkegård.